# Obod (Konavle)
Obod je naselje u Dubrovačko-neretvanskoj županiji, smješteno u općini Konavle. 

## Zemljopisni položaj
Naselje je podijeljeno na dva dijela - Gornji i Donji Obod. Obod se nalazi uz jadransko turističku cestu, 16 km jugoistočno od Dubrovnika i 1 km sjeverno od Cavtata. Naselje se nalazi (iz smjera Dubrovnika) na ulazu u općinu Konavle.

## Povijest
Naselje je za vrijeme Dubrovačke Republike bilo u sklopu zapadnih Konavala, (skupa s Cavtatom),  čiji je vladar bio bosanski vojvoda Radoslav Pavlović. Tijekom Domovinskog rata naselje je u potpunosti razoreno, opljačkano i spaljeno. Nakon rata mjesto je u potpunosti obnovljeno. Dana 26. srpnja obilježava se dan Sv. Ane, zaštitnice Oboda.

## Gospodarstvo
Gospodarstvo se na Obodu zasniva na turizmu, ali je gospodarski vrlo slabo razvijeno.